# آهوچه‌ها
آهوچه یا غزالَک (غزال کوچک آفریقایی یا دویکِر) جانوری است جفت‌سُم بومی آفریقای سیاه. آهوچه از خانوادهٔ گاوسانان (Bovidae)، زیرخانوادهٔ آهوچه‌ایان (Cephalophinae) است.
زیرخانوادهٔ آهوچه‌ایان از ۱۹ گونه حیوان غزالمانند تشکیل شده است.
آهوچه‌ها جانورانی خجالتی و گریزپا هستند که بیشتر در جنگل‌های پرپشت می‌مانند.
نام آفریقایی و اروپایی این جانور یعنی دوکر، از واژهٔ دایکر (Duiker) در زبان آفریکانس گرفته شده است که به معنی «شیرجه‌رو» است که اشاره به گریز سریع آن‌ها به درون بیشه‌ها دارد.